# Arnaud Sélignac
Pour les articles homonymes, voir Sélignac.
Arnaud Sélignac est un réalisateur français, né en 1957 à Paris.

## Biographie
Il est le père du producteur Hugo Sélignac.

## Filmographie sélective

### Télévision
- 1990 : Ivanov
- 1993 : Une femme pour moi
- 1995 : Entre ces mains-là
- 1996 : La Femme de la forêt
- 1996 : Flics de choc : La dernière vague
- 1996 : Emma Sorel (Emma - Première mission)
- 1997 : Week-end !
- 1997 : Si je t'oublie Sarajevo
- 1999 : Fleurs de sel
- 2000 : Lire la mort
- 2000 : Quand j'étais petit
- 2001 : Ma vie en l'air
- 2001 : Phobies
- 2001 : Mausolée pour une garce
- 2003 : Aurélien
- 2004 : Péril imminent : Mortel chahut
- 2005 : Brasier
- 2005 : On ne prête qu'aux riches
- 2005 : L'Ordre du temple solaire
- 2006 : La Chasse à l'homme (Mesrine)
- 2007 : Mariage surprise
- 2007 : Un amour de fantôme
- 2007 : Divine Émilie
- 2007 : Vérités assassines
- 2009 : Ce jour-là, tout a changé : L'Évasion de Louis XVI
- 2010 : Notre Dame des barjots
- 2010 : Vieilles Canailles
- 2011 : Rani
- 2013 : Silence, on viole !
- 2014 : Où es-tu maintenant ?
- 2015 : Arletty, une passion coupable
- 2016 : Box 27
- 2017 : L’Épreuve d’amour
- 2018 : Sam (saison 3 - 8 épisodes)
- 2019 : La Loi de Damien
- 2020 : Vulnérables
- 2021 : Je te promets

### Cinéma
- 1984 : Nemo
- 1986 : Chéreau, l'envers du théâtre (documentaire)
- 1991 : Gawin
- 2000 : Scénarios sur la drogue (film collectif), segment Quand j'étais petit

## Distinctions
- Prix média ENFANCE majuscule 2018 : mention dans la catégorie fiction pour Box 27[2]